# القطار الجبلي المائل شويز- ستوس

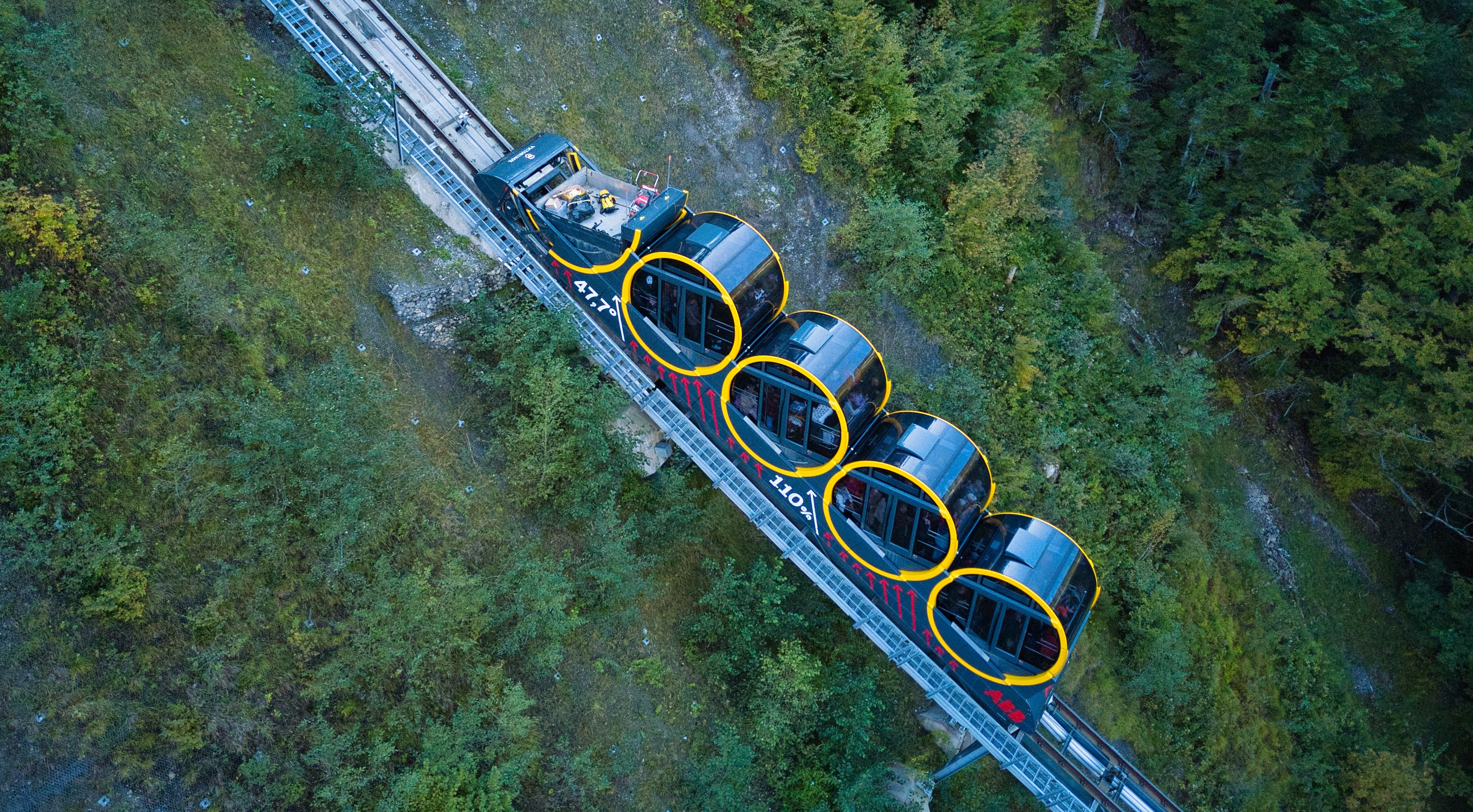
القطار الجبلي المائل شويز-ستوس ، سويسرا. (المحطات في جدول على اليمين).

|  |

|  |

|  |

|  |

|  |

|  |

|  |

|  |

|  |

|  |

|  |

|  |

|  |

|  |

القطار الجبلي المائل شويز- ستوس هو قطار جبلي مائل ذو مقياس قياسي في كانتون شفيتس بسويسرا. يربط بلدية شفيتس بمنتجع Stoos السياحي فوق جبل مورشاخ . بطول 1740 متر يتغلب على فرق ارتفاع قدره 744 م  ؛ أقصى ميل لسير هذا القطار هو 47.73 درجة مما يجعله أشد قطار مائل انحدار في العالم. بينما يجري كالعادة على قضبان فإن تحريكة يتم عن طريق شده بحبل فولاذي مجدول.
. تم افتتاحه في 15 ديسمبر 2017 ليحل محل القطار الجبلي المائل القديم شويز-ستوس الذي كان يعمل منذ عام 1933.

## الوصف

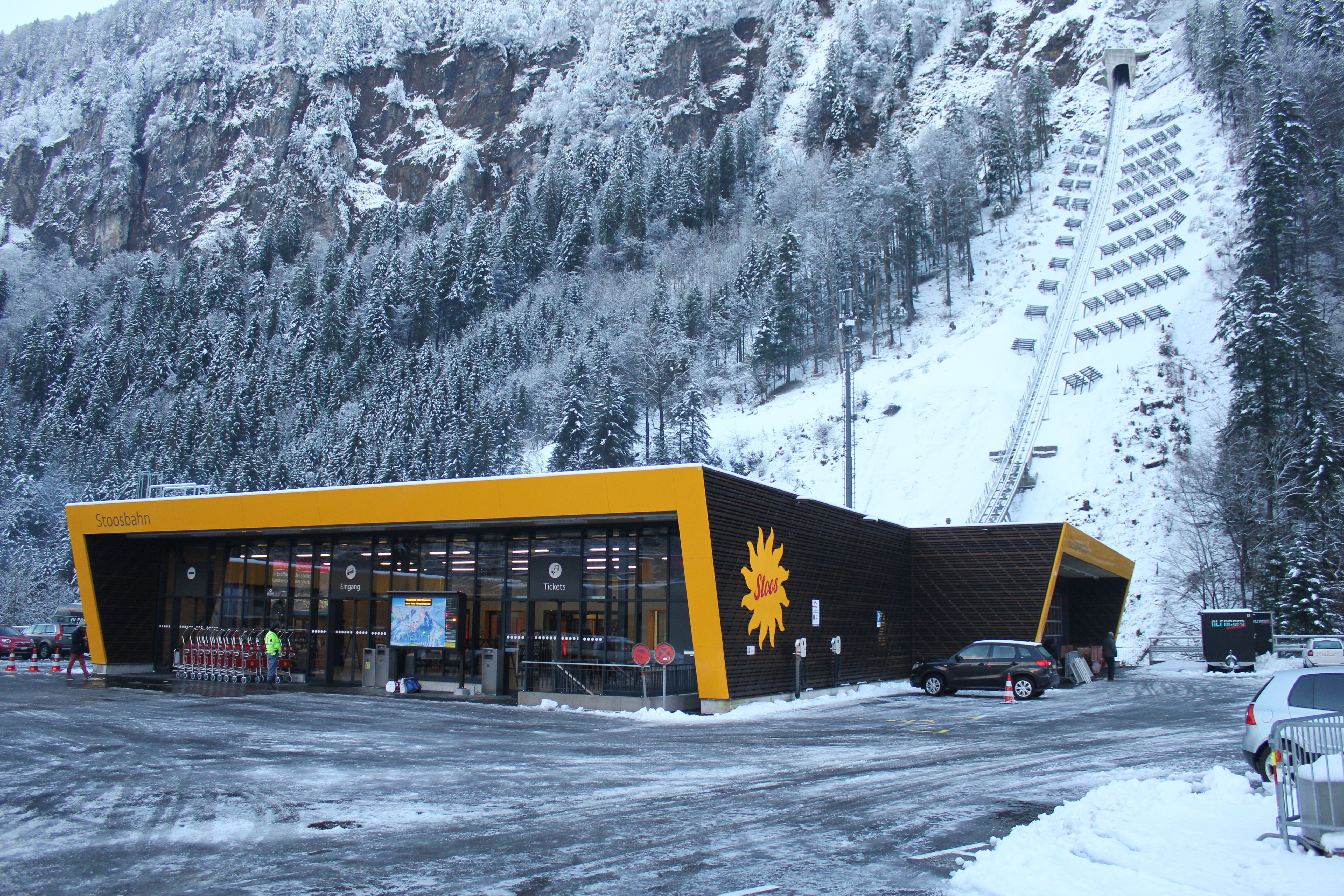
محطة الوادي عند الافتتاح (ديسمبر 2017)

في أقصى الجنوب الشرقي لبلدية عاصمة المقاطعة شفيتس ، على بعد حوالي 300 متر شرق محطة الوادي للتلفريك القديم ومباشرة على الحدود مع بلدية موتاثال ، تقع على ارتفاع 562 متر  في "Hinteren Schlattli" محطة وادي القطار الجبلي المائل. المسار طو له 1547 م في خط مستقيم بالكامل يعبر بعد تعديته مدينة Muota مباشرة بعد مغادرة محطة الوادي علي دسر طويل طوله 90  متر . في حين أن هذا يميل قليلاً فقط ، فإن المنحدر يزداد بسرعة ويصل إلى البوابة الجنوبية لنفق Zingelfluh ( متر 245  متر) الحد الأقصى للميل يبلغ 47.73 درجة. يستمر هذا المسار حتى منتصف نفق Ober Zingeli التالي (الطابق 80 متر). وبعد 685 مترًا عند ارتفاع 1091  متر فوق البحر ينتقل إلى تفريعة . في نفق Stoosfluhtunnel (223 م) ، الذي يمر عند المسبح العام السابق على الحافة الشمالية لهضبة ستوس العالية ، ويتسطح المسار بشكل كبير . ثم لا تزال المسافة مائلة بين 90 إلى 190 ‰ شديد الانحدار ومستوى قبل نهاية الطريق مباشرة. المحطة الجبلية على ارتفاع 1306  بجوار فندق كلينغشتوك وبالتالي يوفر وصولاً مباشرًا إلى منطقة الرياضات الشتوية المجاورة أكثر من التلفريك السابق.

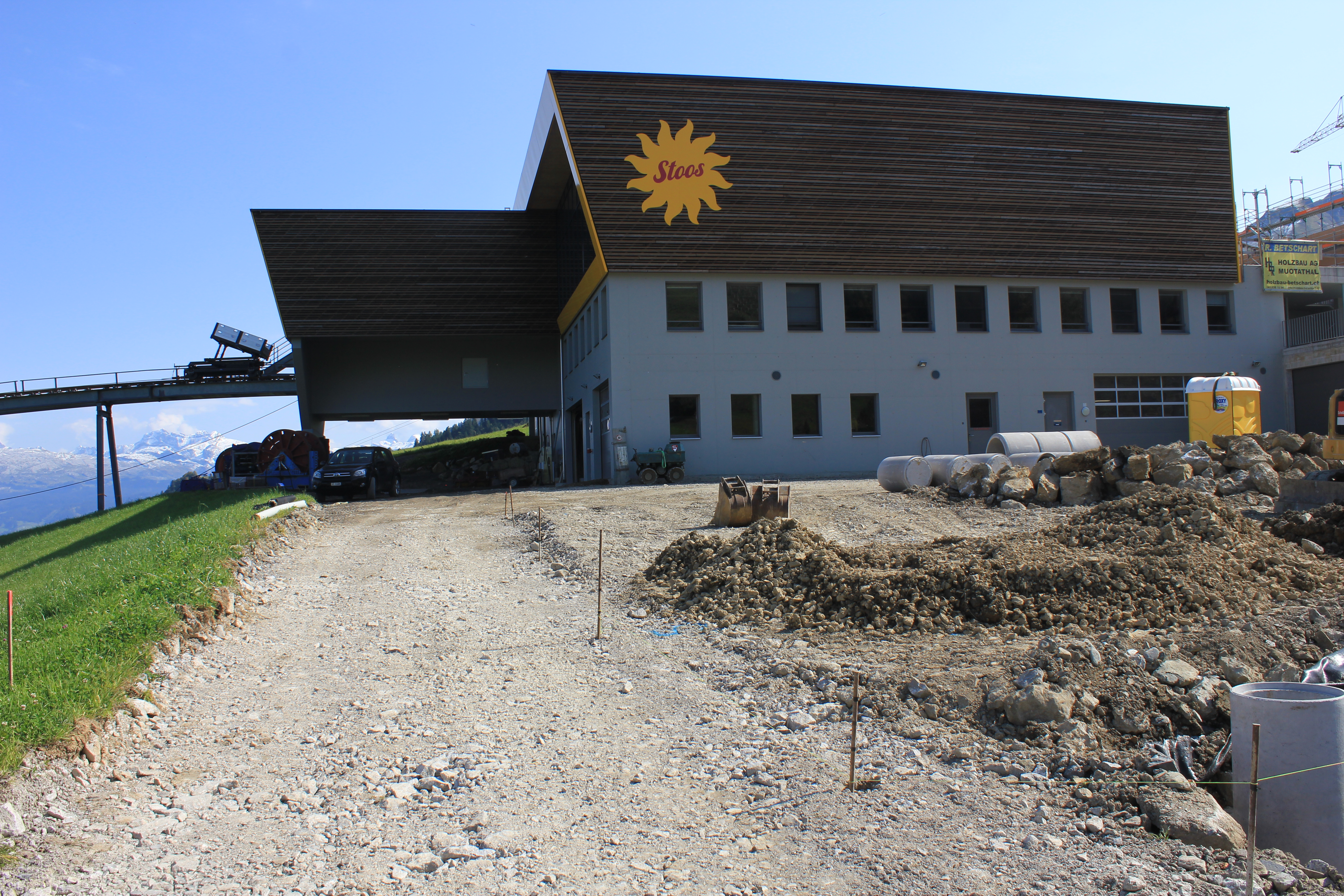
المحطة الجبلية (سبتمبر 2017)

يحتوي القطار الجبلي المائل على البيانات الفنية التالية:
- الطول: 1740 م
- فرق الارتفاع: 744 م
- عرض القضبين : 1435 مم
- أصغر ميل: 0 ‰
- أقصى ميل: 1100 ‰
- التبديل: منعطف Abtsche
- المركبات: 2 (كل شخص 136 فردًا)
- القيادة: في المحطة الجبلية ، القدرة: 1000 kW
- قطر حبل السحب: 54 مم
- السرعة: 10 م / ث (36 كم / ساعة)
- وقت السفر: 4 دقائق
- السعة: 1500 فرد / ساعة

يعتبر القطار الجبلي المائل Stoos هو الأكثر انحدارًا في العالم. سكة حديد كاتومبا ذات المناظر الخلابة في أستراليا أكثر انحدارًا بقليل مع انحدار 1280 ‰ ومع ذلك ، من الناحية الفنية ، فإن هذا السكة الحديدية عبارة عن مصعد مائل به أربع عربات متصلة ببعضها البعض ، يتم سحبها بواسطة كابل على ونش ولا يحتوي مسارها على نقاط مرور.

## المركبات

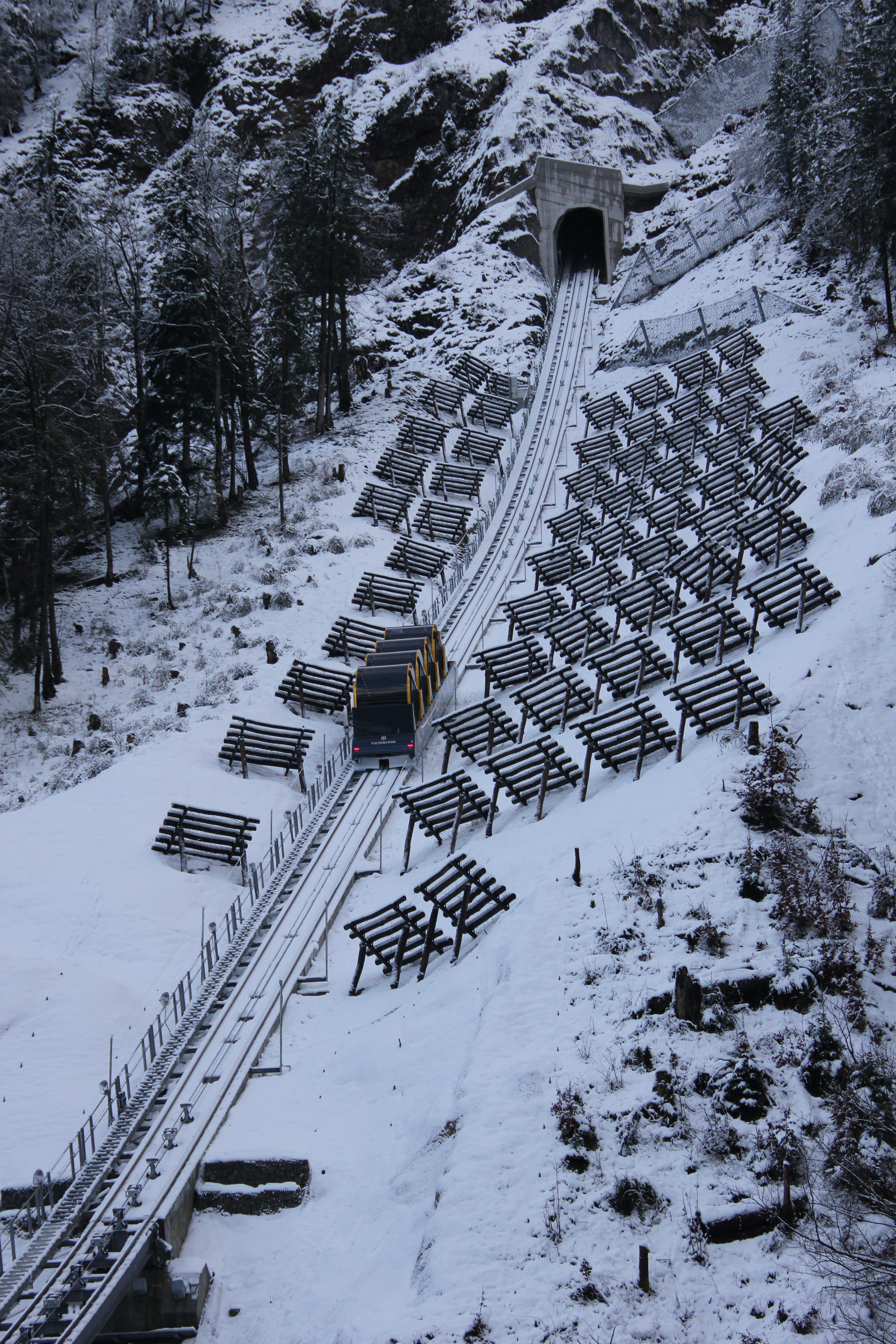
مركبة في الجرف السفلي

غالبًا ما تحتوي القطارات المعلقة التقليدية على عربات ذات مقصورات متدرجة لتعويض الانحدار ، بينما يتم تصميم المنصات في المحطات على شكل سلالم. مثال على ذلك هو التلفريك القديم على Stoos. كميزة خاصة ، فإن عربتي القطار الجبلي المائل الجديد الذي بناه Garaventa في Goldau أفقيان تمامًا في المحطات وعلى الرغم من الانحدار الشديد للسكك الحديدية ، يمكن للأشخاص الذين لديهم عربات أطفال وكراسي متحركة الدخول والخروج من المحطات على مستوى الأرض في جميع المقصورات. تتكون كبائن الركاب الأربعة من عناصر أسطوانية ذات نوافذ كبيرة ومساحة تتسع لـ 34 شخصًا لكل منها. يتم تشغيل كل مقصورة هيدروليكيًا وفقًا للتدرج الذي يتم تحريكه عنده ، بحيث يكون مستوى الركاب أفقيًا دائمًا. يتم نقل البضائع على منصة مثبتة على المركبة صعودًا. يتم فصل حركة الركاب والشحن لوجستيًا ، مما يساهم أيضًا في توفير الراحة. نظرًا لتقليل الانحدار إلى المستوى الأفقي ، توجد بكرات تثبيت لكابل الجر على جسر الخروج ومرة أخرى أمام النفق الأول ، مما يمنع رفع كابل الجر بعيدًا عن المسار عندما تكون السيارة السفلية سحبت.

## التاريخ

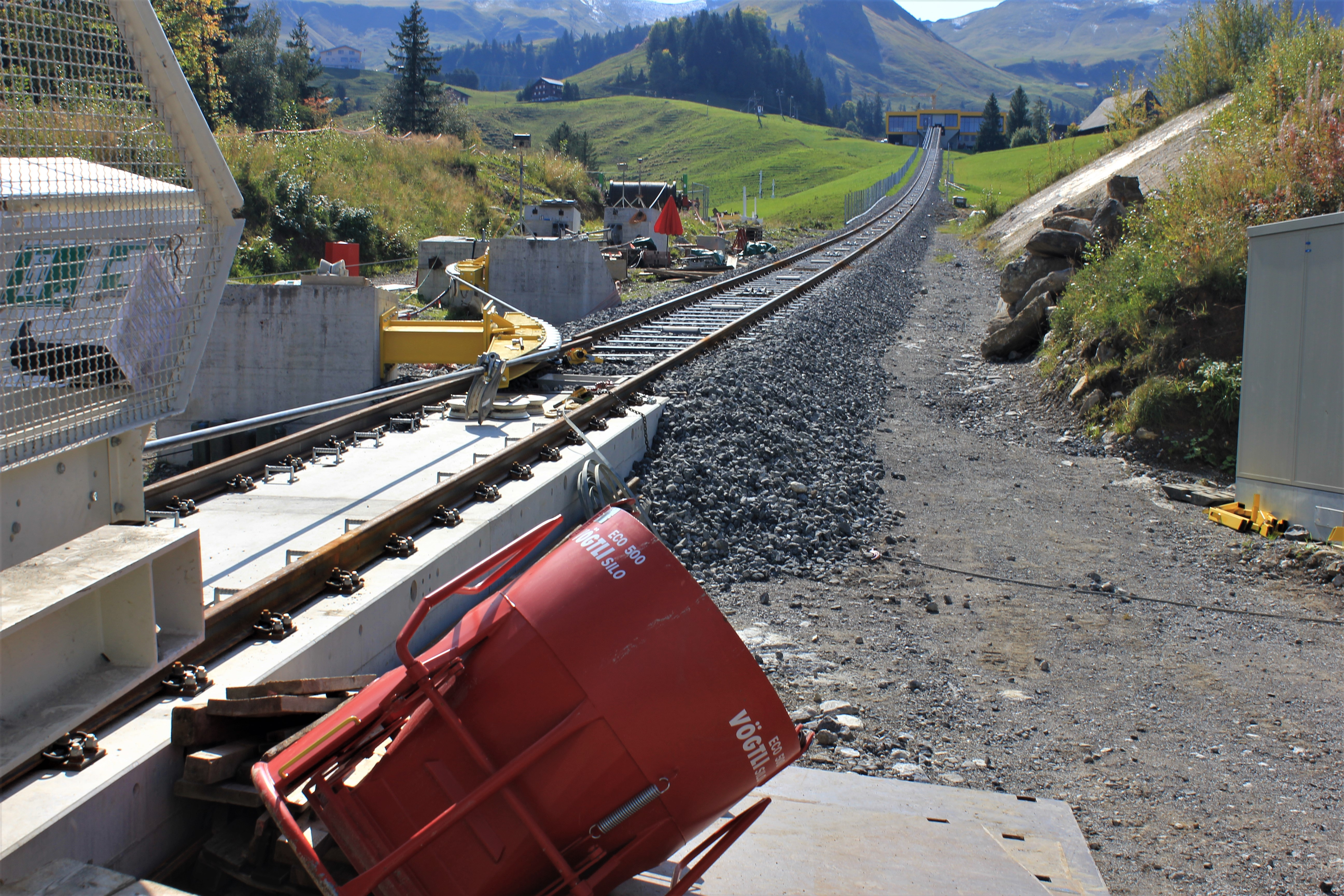
بناء المسار (سبتمبر 2017)

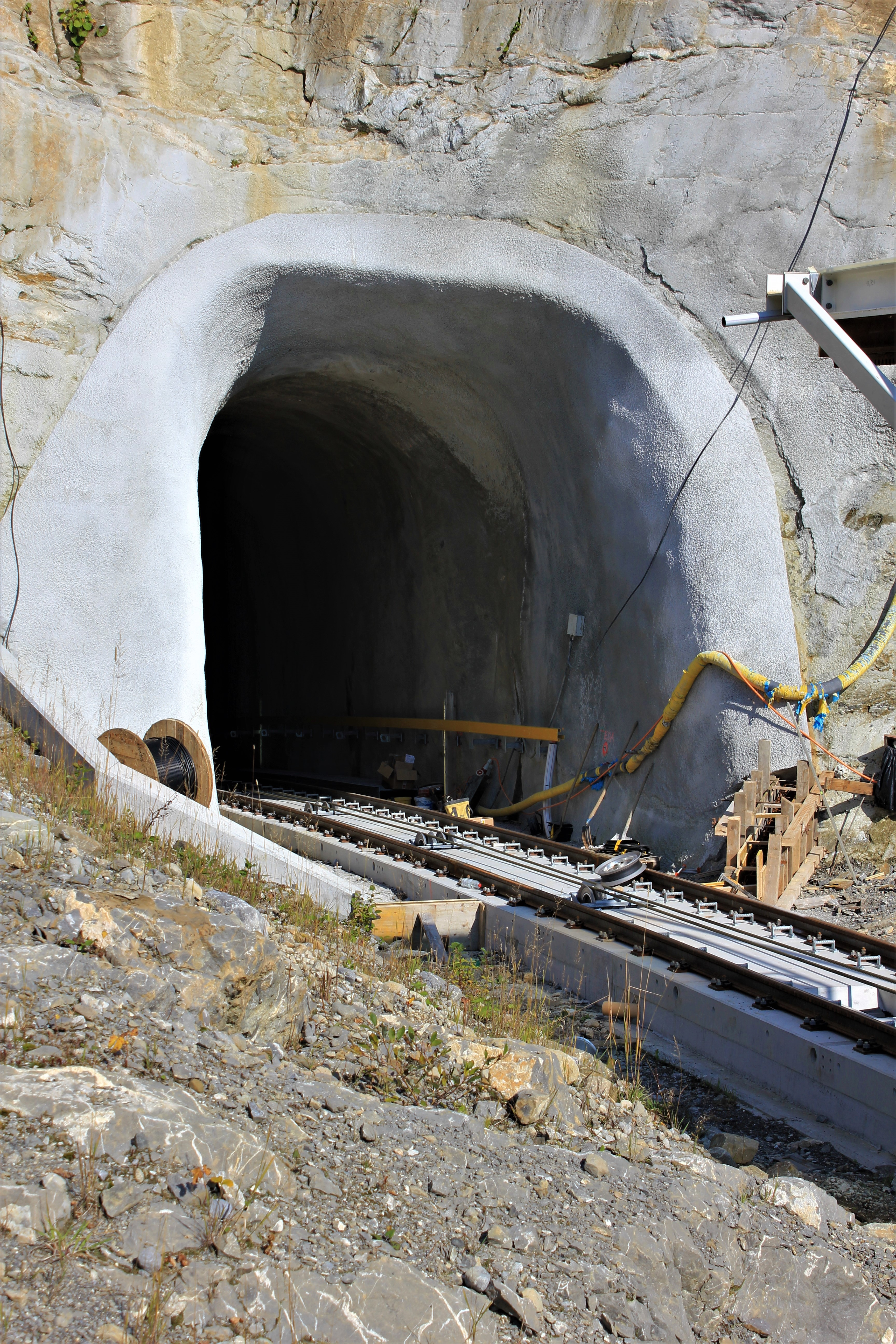
نفق ستوسفلوه (سبتمبر 2017)

من عام 1933 إلى عام 2017 ، تم الوصول إلى Stoos بواسطة القطار الجبلي المائل Schwyz-Stoos . وتم منح الامتياز لمدة 80 عامًا ، واعتبرت السكك الحديدية أيضًا قديمة من الناحية الفنية. في فبراير 2004 ، كلفت بلدية Morschach والبلدية الإقليمية Rigi-Schwyz بإجراء دراسة جدوى لتحليل الخيارات المختلفة للتنمية المستقبلية. كان لابد من تجديد المدرج الحالي على نطاق واسع من أجل تلبية متطلبات السلامة المتزايدة. ومع ذلك لم ينتج عن هذا أي تحسينات كبيرة. لهذا السبب ، قرر مجلس إدارة شركة Sportbahnen Schwyz-Stoos-Fronalpstock في أبريل 2008 مواصلة مشروع الجندول ثلاثي العجلات من Hinteren Schlattli إلى Stoos. تم منح قرض تخطيط مماثل من بلدية مورشاخ في 30. نوفمبر 2008 و تمت المصادقة عليه في استفتاء شعبي .
فشل هذا المشروع بعد عام بعد أن تم تحديد أنه لا يمكن حماية الجندول ذي الثلاث عجلات إلا من الارتداد من ميدان رماية Selgis إلى الشرق بجهد غير متناسب. في نوفمبر 2009 ، بدأ التخطيط لقطار جبلي مائل جديد على الطريق المخصص أصلاً للجندول ثلاثي العجلات ، والذي تم تقديمه للجمهور لأول مرة في مايو 2010. قام صندوق الضمان الاجتماعي بحساب تكاليف 39.5 مليون فرنك سويسري وافترض أنه سيكون جاهزًا للعمل في بداية فصل الشتاء في ديسمبر 2013. في يونيو 2011 ، أعلن صندوق الضمان الاجتماعي SSSF أن شركة Garaventa قد فازت بالمناقصة الدولية للأنظمة الكهروميكانيكية. وتشمل هذه المركبات والإلكترونيات والتحكم في القطار الجبلي المائل والقضبان والنوم والصابورة بالإضافة إلى الهندسة.
تتغير الاستفتاءات على مخطط المنطقة الضروري في بلديات شفيتس ومورشاخ وموتاثال في 25. نتج عن سبتمبر 2011 درجات موافقة عالية. في استفتاء آخر يوم 11 نوفمبر في آذار / مارس 2012 ، وافق الناخبون في مقاطعة شفيتس على مساهمة استثمارية قدرها 5 ملايين فرنك سويسري ؛ كانت الموافقة 77.9 ٪. وجاء 5 ملايين آخرين من بلدية مورشاخ ، و 10 ملايين من الحكومة الفيدرالية والكانتون و 1.9 مليون من صندوق السياسة الإقليمية للحكومة الفيدرالية ؛ أما الباقي فقد تم تمويله من قبل صندوق الضمان الاجتماعي نفسه. في غضون ذلك ، ارتفعت التكاليف الإجمالية إلى 50 مليونا. بدأت أعمال المقاصة الأولى في سبتمبر 2012.
أيضًا في سبتمبر 2012 ، فاز تحالف بقيادة إمبلينيا بمناقصة بناء الجسر والأنفاق والسدود والمقاطعات الأرضية ، والتي تم تنفيذها وفقًا لمعايير منظمة التجارة العالمية . من ناحية أخرى ، قدم اتحاد غير ناجح شكوى إلى محكمة شفيتس الإدارية. تم منح الاستئناف أثرًا إيقافيًا في نوفمبر 2012. في يناير 2013 ، رفضت المحكمة الإدارية الشكوى وقضت بأن إجراء التحكيم كان صحيحًا. في 1 مايو 2013 ، تم الاستعانة بمصادر خارجية للسكك الحديدية الجديدة لشركة Funicular Schwyz-Stoos AG (StSS) ، وهي شركة تابعة بنسبة 100 بالمائة لشركة Stoosbahnen AG التي أعيد هيكلتها وأعيد تسميتها. بدأت أعمال البناء على الطريق في يوليو 2013 مع تأخير لأكثر من نصف عام. في ذلك الوقت ، كان الهدف هو الافتتاح في بداية موسم الشتاء 2016/2015.
انهار حبل المواد ، الذي كان من المفترض استخدامه لنقل مواد البناء والآلات إلى مواقع البناء ، في 29 أبريل. نوفمبر 2013 في. ونتيجة لذلك ، تأخر العمل مرة أخرى لعدة أشهر. بدأت أعمال الحفر في الأنفاق الثلاثة في مايو 2014 ، ولكنها تعرضت أيضًا لمشاكل: فقد تم استبدال رؤوس الحفر عدة مرات أو حتى تعثرت في الصخر ، مما يعني تأجيل موعد الافتتاح لمدة عامين آخرين و التكلفة الآن بلغت 52 مليون. حدث اختراق النفق الأخير في 15. فبراير 2017. في أبريل 2017 ، بدأ بناء المسار النهائي باستخدام آلة مصممة خصيصًا لهذا المشروع. أثناء القيادة صعودًا ، وضعت عناصر طريق خرسانية مسبقة الصنع يبلغ طول كل منها 5.6  م ، بما في ذلك القضبان والبكرات ورصيف الخدمة.
تم افتتاح السكة الحديد في عطلة نهاية الأسبوع من 15 إلى 17 ديسمبر 2017. استمعت الرئيسة الاتحادية دوريس ليوثارد في 15 ديسمبر للركاب الأول. في 16 ديسمبر تمكن سكان منطقة Stoos-Muotatal وبلدية شويس المحلية من استخدام السكك الحديدية مجانًا . وفي 17 ديسمبر تم التسليم الرسمي إلى إدارة وسائل النقل العام في الساعة 12:17 مساءً.

## روابط انترنت
- موقع Stoosbahn